# Norte (canción)
«Norte» es una canción grabada por la banda mexicana de indie rock Little Jesus.  La canción fue escrita por el vocalista del grupo, Santiago Casillas, y producida por él mismo junto a Mateo Lewis. Se lanzó el 17 de diciembre de 2013 como el segundo sencillo de su primer álbum de estudio Norte en la versión japonesa.

## Video musical
Un vídeo musical oficial fue lanzado para «Norte» publicado el 18 de septiembre de 2014 en la plataforma digital YouTube. El Videoclip fue dirigido y realizado por Fuerzas Básicas. Ha recibido más de 6 millones de vistas desde su publicación.

## Lista de canciones

### Descarga digital
| Norte — Sencillo |         |          |  |
| N.º              | Título  | Duración |  |
| 1.               | «Norte» | 5:03     |  |